# Dębówka (Dzikowiec)
Dębówka (niem. Eichhorn) – część wsi Dzikowiec w Polsce, położona w województwie dolnośląskim, w powiecie kłodzkim, w gminie Nowa Ruda.

## Położenie
Dębówka położona jest w Sudetach Środkowych w Garbie Dzikowca, u wschodniego podnóża Przykrzca, na wysokości 480–510 m n.p.m.

## Podział administracyjny
W latach 1975–1998 Dębówka administracyjnie należała do województwa wałbrzyskiego.

## Historia
Dębówka powstała na przełomie XIX i XX wieku, do rozwoju miejscowości przyczyniło się uruchomienie linii kolejowej ze Ścinawki Średniej do Woliborza. W roku 1933 w miejscowości było 110 mieszkańców, po 1945 roku osada nie wyludniła się. Pod koniec XX wieku w Dębówce trwała budowa prażalni łupków ogniotrwałych, inwestycji jednak nie dokończono. Pozostał po niej zalew o powierzchni 3,60 ha, który obecnie służy wędkarzom. W 1995 roku w miejscowości było kilkanaście budynków, w większości nowych.

## Szlaki turystyczne
Przez Dębówkę przechodzi  Główny Szlak Sudecki ze Słupca na Przełęcz Srebrną.